# داسویدانیا
داسویدانیا یا خداحافظ  (به انگلیسی: Dasvidaniya) فیلمی هندی محصول سال ۲۰۰۸ و به کارگردانی شاشانت شاه است. در این فیلم بازیگرانی همچون وینای پاتاک، ساریتا جوشی، نیها دوپیا، راجات کاپور، سراب شوکلا، رانویر شوری، سورش منون و بریجیندرا کالا ایفای نقش کرده‌اند.